# Dolgij put
Dolgij put (ryska: Долгий путь, ungefär "Lång väg") är en sovjetisk film från 1956. Filmen är baserad på de sibiriska berättelserna om Vladimir Korolenko "At-Davan" och "Tjudnaja" och är regissörerna Leonid Gajdajs och Valentin Nevzorovs första långfilm i färg.

## Handling
Stinsen Kruglikov har tvångsförflyttats till en avlägsen sibirisk by sedan han skjutit sin förre chef, en general, när denne begärde att få gifta sig med Kruglikovs älskade flickvän, Raja. En politisk fånge förs till stationen som visar sig vara Raja. Det före detta brudparet kan återses i några minuter, sedan förs hon bort igen.

## Rollista
- Sergej Jakovlev — Vasilij Kruglikov
- Kunna Ignatova — Raisa Fedosejeva
- Leonid Gubanov — Dmitrij Orestovitj, student-handledare
- Vladimir Belokurov — Aristarch Illarionovitj Latkin, statsråd
- Nikifor Kolofidin — Spiridon Kruglikov, Vasilijs far
- Alexander Antonov — Pavel Grigorijevitj Fedosejev, far till Raisa
- Georgij Budarov — Michail Ivanovitj Kopylenkov, köpman
- Vladimir Pokrovskij — genomresande
- Ivan Ryzjov — gendarm
- Apollon Jatjnitskij — Arabin, kurir för Irkutsks generalregering

Okrediterade roller
- Aleksandra Denisova — mor till Vasilij
- Evgenij Kudrjasjov — kusk
- Evgenij Zinovjev — gendarm
- Matvej Lobanov — olonchosut-sångare
- Jekaterina Mazurova — mamma till Raisa
- Jelena Malukova — Marfa, kocken på stationen